# Marek Wierzbowski
Marek Jakub Wierzbowski (ur. 23 lutego 1946) – polski prawnik, radca prawny, profesor nauk prawnych, specjalista w zakresie prawa administracyjnego, nauczyciel akademicki związany z Uniwersytetem Warszawskim.

## Życiorys
Ukończył studia prawnicze na Wydziale Prawa i Administracji UW, uzyskiwał następnie stopnie doktora i doktora habilitowanego. W 1988 otrzymał tytuł profesora nauk prawnych.
Od 1968 związany z macierzystą uczelnią, doszedł do stanowiska profesora zwyczajnego w Instytucie Nauk Prawno-Administracyjnych. Został również profesorem w płockiej Szkole Wyższej im. Pawła Włodkowica. Na UW obejmował funkcje prodziekana Wydziału Prawa i Administracji, prorektora uniwersytetu, kierownika Katedry Prawa i Postępowania Administracyjnego, a także przewodniczącego rady naukowej Instytutu Nauk Prawno-Administracyjnych.
Należał do Polskiej Zjednoczonej Partii Robotniczej. Uzyskał uprawnienia radcy prawnego, pełnił funkcję starszego partnera międzynarodowych kancelarii prawniczych, założył również własną spółkę partnerską. Powoływany w skład rad nadzorczych różnych przedsiębiorstw (m.in. mBanku), a także w skład Rady Zamówień Publicznych. Został też prezesem Sądu Izby Domów Maklerskich, członkiem Kolegium Najwyższej Izby Kontroli, a także wiceprezesem Sądu Arbitrażowego przy Krajowej Izbie Gospodarczej. Był prezesem rady Giełdy Papierów Wartościowych w Warszawie (1998–2002).

## Odznaczenia
- Krzyż Komandorski Orderu Odrodzenia Polski (2014)[7][8]
- Krzyż Oficerski Orderu Odrodzenia Polski (2000)[9]